# Podosphaera filipendulae
Oïdium de la reine des prés
Espèce
Podosphaera filipendulae est une espèce de champignons ascomycètes (Fungi) de la famille des Erysiphaceae et du genre Podosphaera. Ce microchampignon provoque la maladie cryptogamique de l'oïdium nommée oïdium de la reine des prés, sur les feuilles, la tige, les fleurs et les fruits de la Reine des prés et d'autres espèces du genre Filipendula sur l'ensemble de l'hémisphère nord.

## Description

### Macroscopie

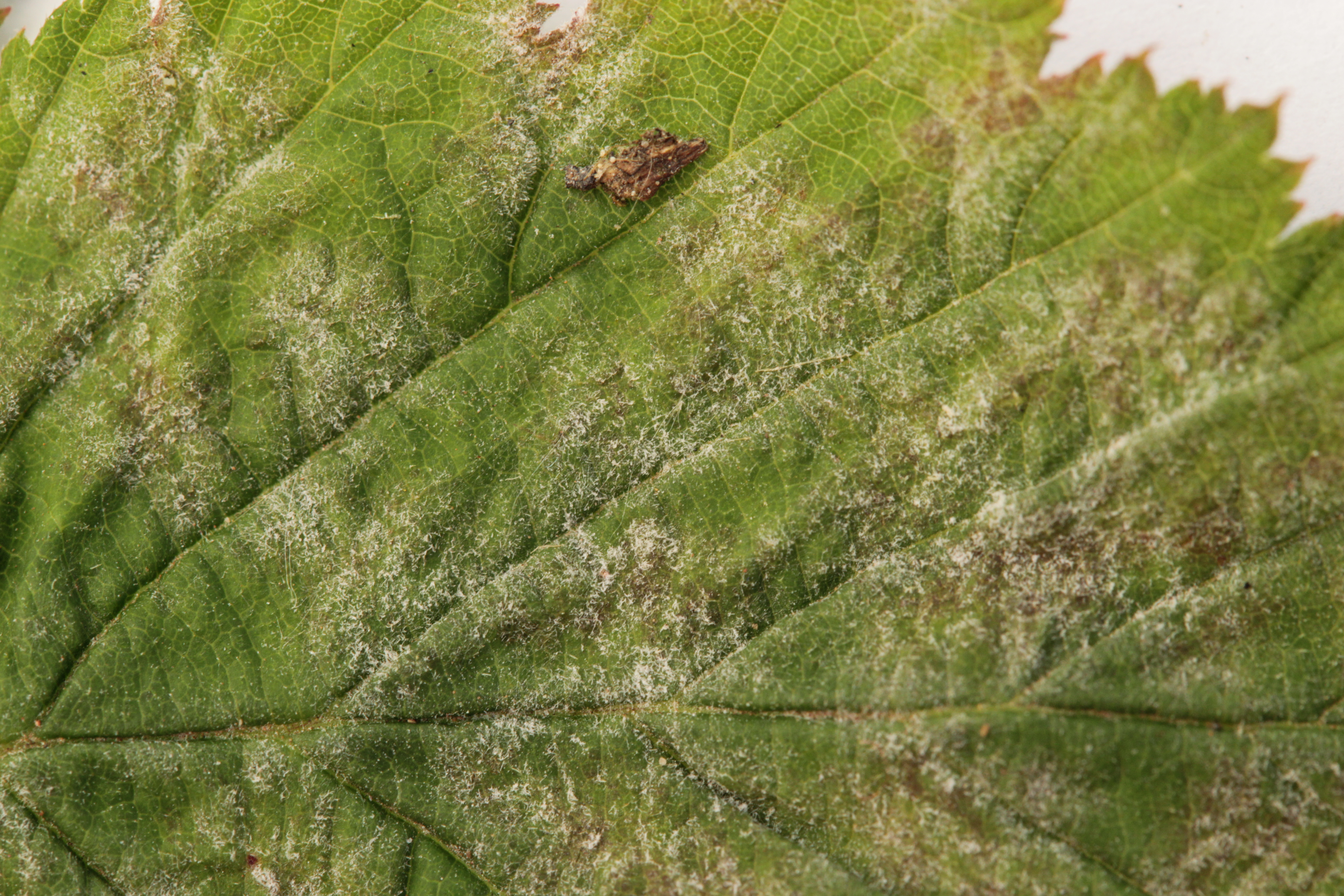
Mycélium poudreux de Podosphaera filipendulae sur Reine des prés.

Podosphaera filipendulae produit un mycélium blanc, dense, abondant, farineux à floconneux et persistant, sur les feuilles, les tiges, les fleurs et aussi les fruits. Ce mycélium vigoureux croit dans toutes les directions, brunit en vieillissant et s'orne à maturité, de petites fructifications sombres et sphériques. Celles-ci confluent souvent en de plus grandes surfaces brunes,,

### Microscopie

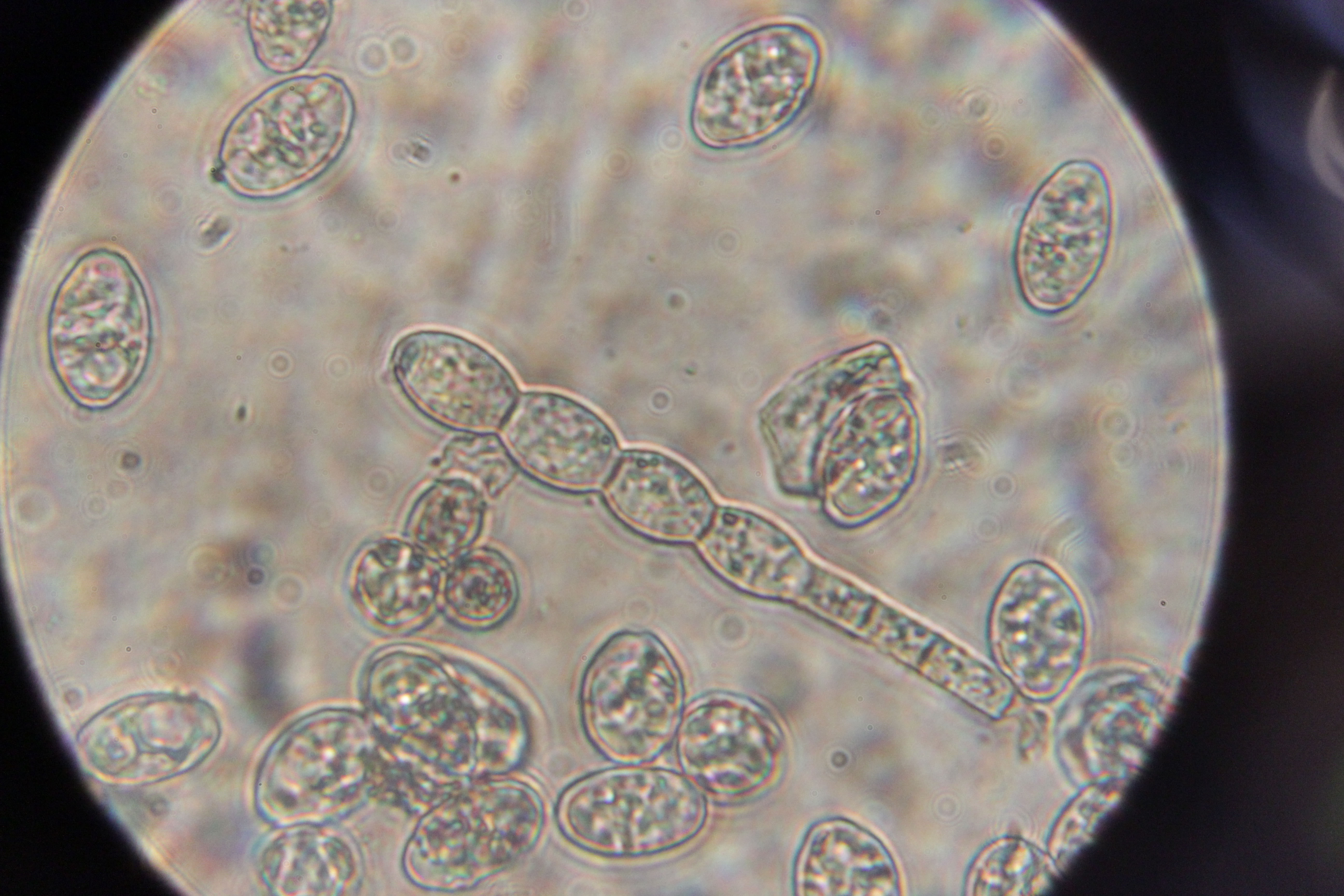
Conidies formées en chaîne

Podosphaera filipendulae produit des conidies ovales, formées en chaînes, au corps fibrosés, qui mesurent 16 à 35 μm de long pour 12,5 à 20 μm de large. La reproduction sexuée s'effectue sur la tige sous la forme de cléistothèces généralement en groupes et mesurant 65 à 105 μm de diamètre. Chacun produit un seul asque contenant 6 à 8 spores. Les appendices des cléistothèces sont nombreux, courbés ou rigides, généralement non ramifiés, bruns à maturité. Les appressoria ne sont pas visibles,,.

## Impact parasitaire et répartition

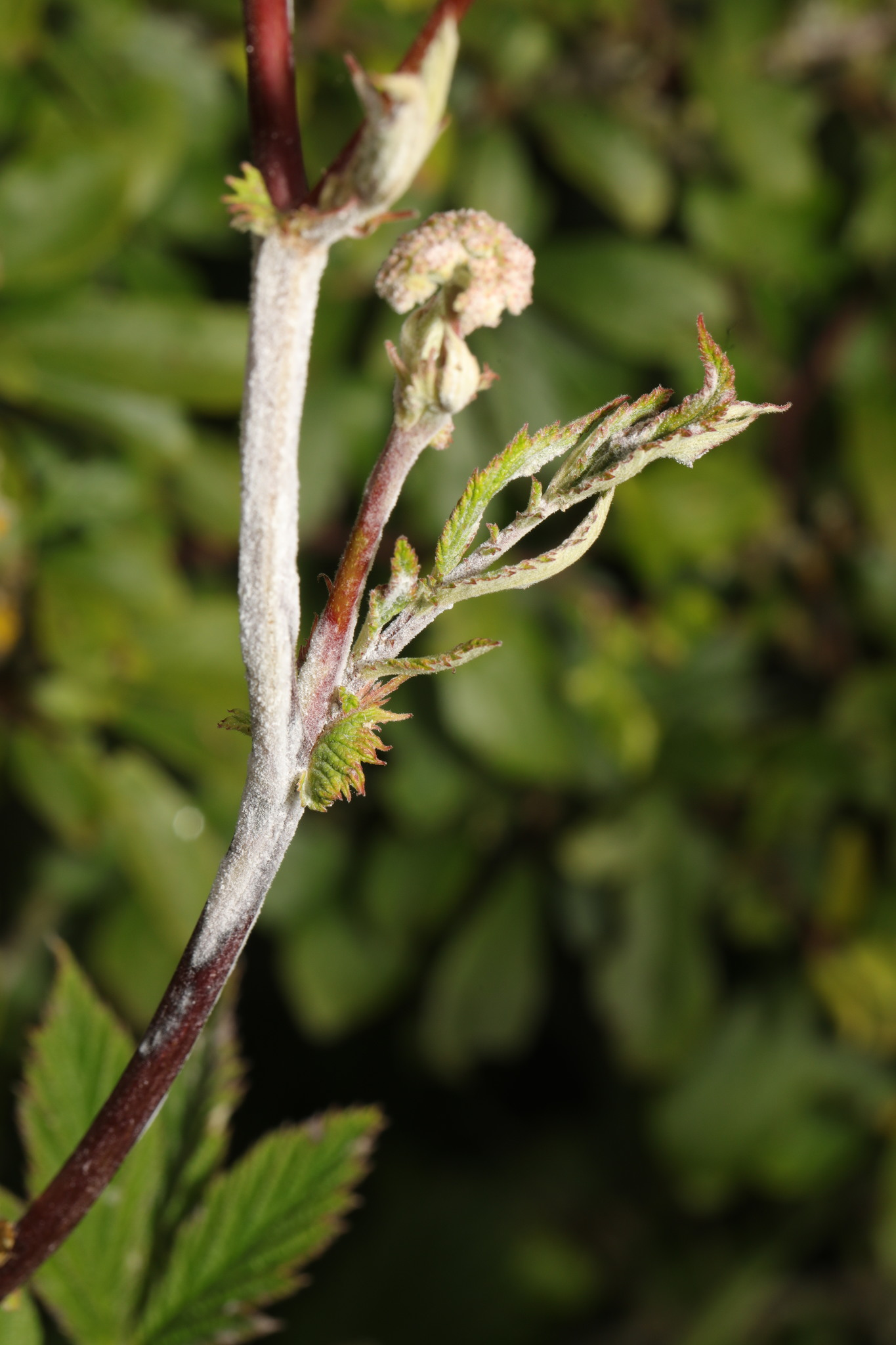
Podosphaera filipendulae sur la Reines des prés.

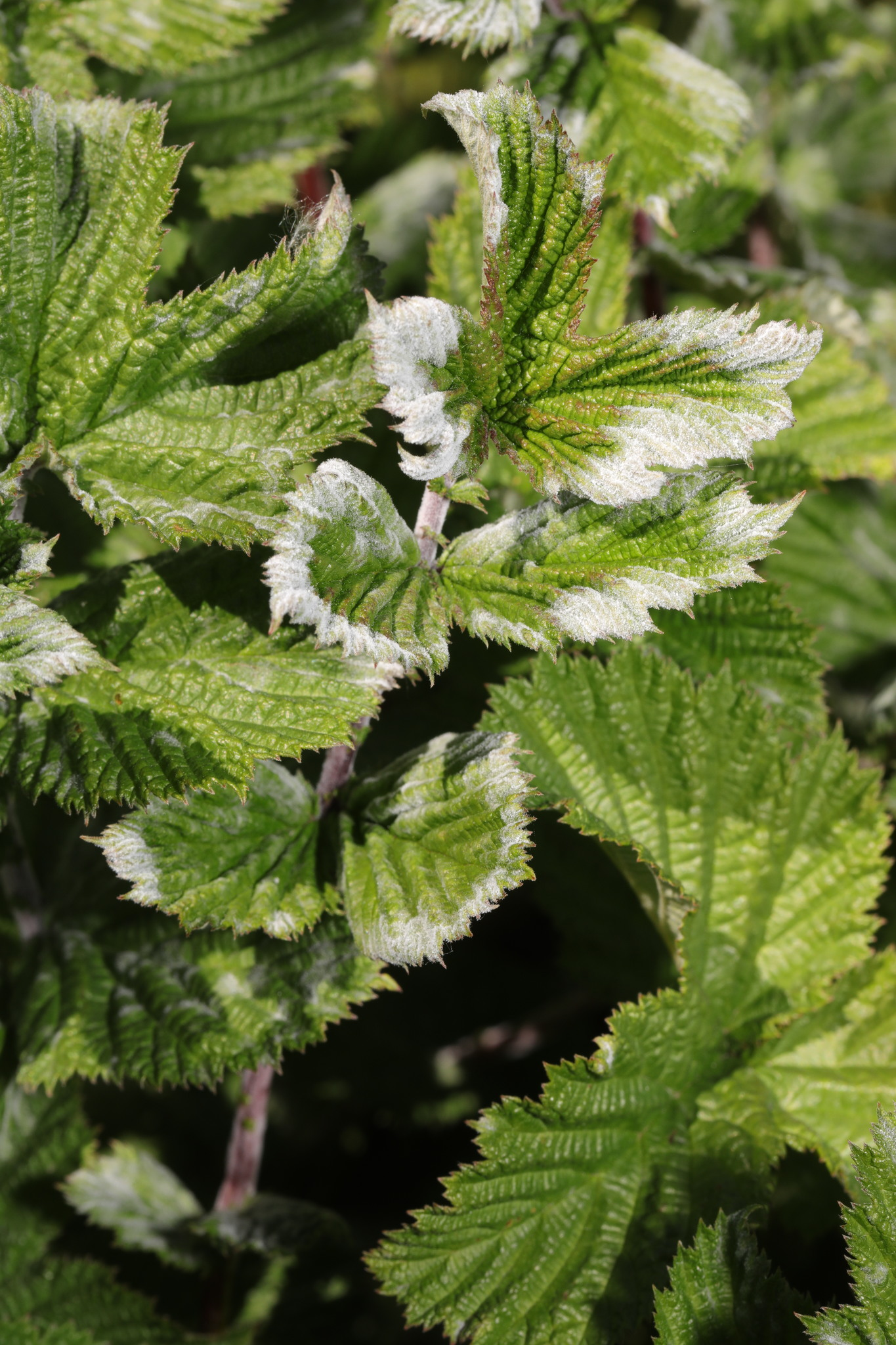
Podosphaera filipendulae sur la Reine des prés.

Podosphaera filipendulae est un oïdium courant du genre Filipendula présent dès le printemps mais remarquablement bien visible en été et en automne. La plante infectée montre d'abord une avance de croissance qui est ensuite inhibée. Ses tiges, ses feuilles et son inflorescence sont déformées et tordues. L'espèce est distribuée sur l'ensemble de l'écozone holarctique, :
- Filipendula angustiloba (Asie, Chine),
- Filipendula auriculata (Asie, Japon),
- Filipendula intermedia (Chine, Russie sibérienne),
- Filipendula camtschatica (Japon, Russie sibérienne),
- Filipendula multijuga (Japon),
- Filipendula palmata, y compris la variété F. palmata var. glabra (Asie, Chine, Japon, Russie sibérienne),
- Filipendula purpurea (Asie, Japon),
- Filipendula rubra (Amérique du Nord, USA en Indiana, à New York et au Vermont, Canada en Ontario),
- Filipendula ulmaria, la Reine des prés, y compris les sous-espèces F. u. ulmaria, F. u. denudata et F. u. pentapetala (Asie, Kazakhstan ; Europe, Allemagne, Autriche, Bulgarie, Danemark, Espagne, Estonie, Finlande, France, Hongrie, Italie, Lettonie, Liechtenstein, Lituanie, Norvège, Pays-Bas, Pologne, République tchèque, Russie, Serbie, Slovaquie, Suède, Suisse, Royaume-Uni, Ukraine ; Amérique du Nord, Canada en Ontario, USA au Vermont)
- Filipendula vestita (Inde, Pakistan),
- Filipendula vulgaris (Caucase, Arménie ; Europe, Allemagne, Danemark, Espagne, Estonie, Hongrie, Lituanie, Portugal, Roumanie, Slovaquie, Suède, Suisse)

## Espèces proches
Erysiphe ulmaria provoque également un oïdium sur les espèces de Filipendula. Elle est cependant beaucoup plus rare. Son mycélium blanc est très peu développé, sa présence se limitant généralement au pourtour des fructifications et ne déformant pas la plante.
Podosphaera spiraeae est une espèce morphologiquement impossible à discerner de Podosphaera filipendulae et qui a longtemps été considérée comme un synonyme mais qui s'avère être génétiquement bien différenciée. Elle est essentiellement présente sur le genre Spiraea dans les continents Nord-américains, européens et asiatiques. Elle ne se développe pas sur Filipendula.

## Synonymie
Podosphaera filipendulae a pour synonymes,, :
- Sphaerotheca filipendulae Z.Y. Zhao, 1981
- Torula botryoides Corda, 1829 (basionyme)
- Oidium botryoides (Corda) Ces., 1852
- Podosphaera filipendulensis Sa. Yadav, Sanj. K. Verma & Ragv., 2021